# Aramis Merlin

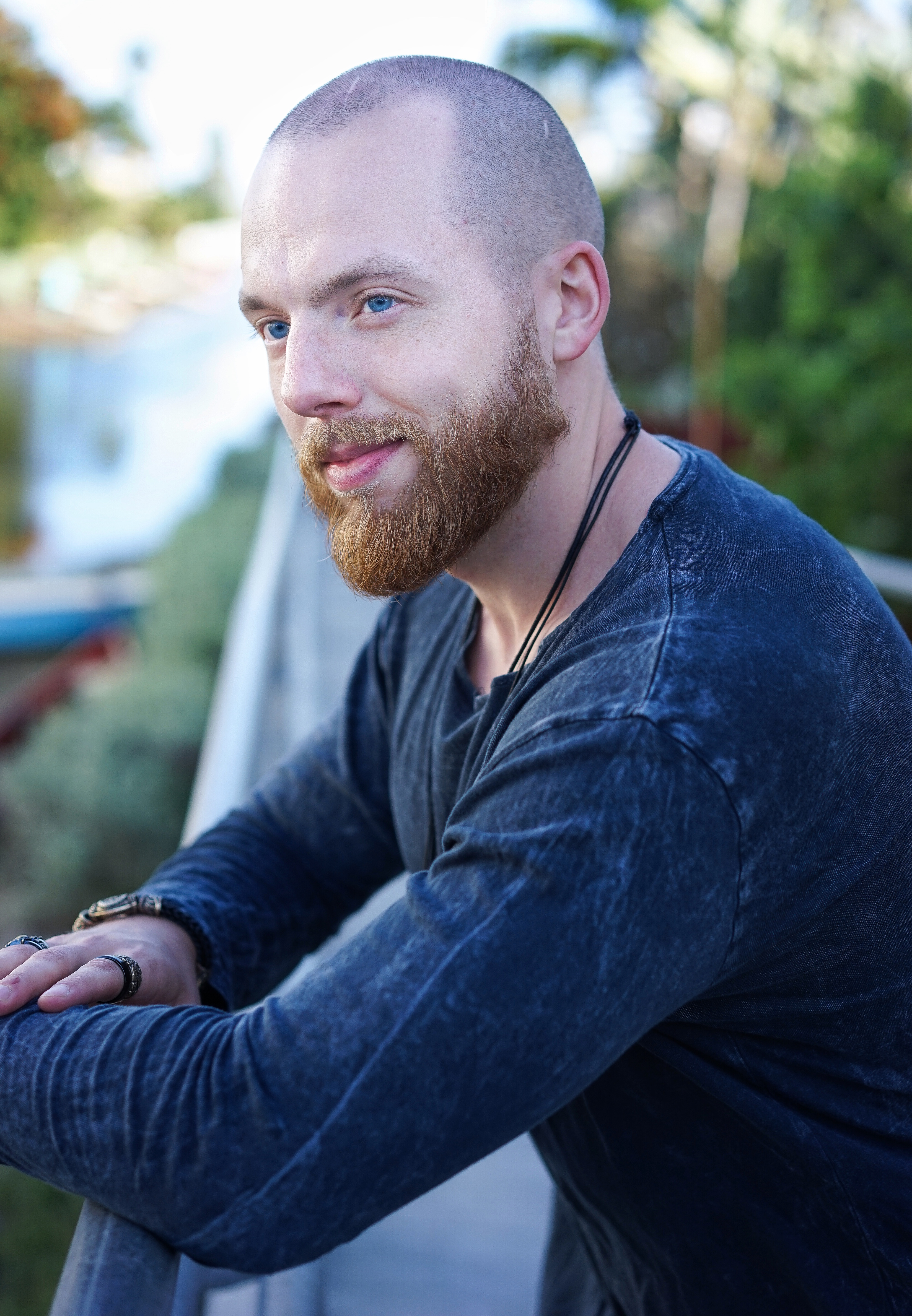
Aramis Merlin (2019)

Aramis Merlin Scherer (* 1991) ist ein deutscher Schauspieler, Synchronsprecher, Stuntman, Webvideoproduzent und Opernsänger.

## Leben und Karriere
Aramis Merlin wuchs in Schleswig-Holstein auf.
Bevor Aramis Merlin sich gänzlich der Schauspielerei widmete, war er, nachdem er in einer Heavy-Metal-Band sang, als Opernsänger und Komponist tätig.
Mit 17 Jahren, begann er mit Fitnesstraining, absolvierte eine Trainerlizenz und nahm an Bodybuilding-Wettkämpfen teil.
Nach seinem Schulabschluss, studierte Merlin von 2012 bis 2013 auf der freien Schauspielschule in Hamburg und ging ein Jahr später für drei Monate in die USA. Daraufhin fasste er den Entschluss, Schauspiel in den USA zu studieren und bewarb sich zurückgekommen in Deutschland bei drei amerikanischen Schauspielschulen per Video, die ihn allesamt zu Aufnahmeprüfungen einluden. Dies brachte ihm schließlich drei Zusagen ein.
Er absolvierte schließlich von 2014 bis 2016 ein Schauspielstudium im Art of Acting Studio in Los Angeles. 2015 bis 2017 besuchte er außerdem das Taylor Acting Studio (Meisner) in Burbank, Kalifornien.
2014 strahlte die NDR-Sendung DAS! eine kurze Reportage über ihn aus.
Erste Schauspielengagements tätigte er u. a. in der Synchronbranche und sprach von 2010 bis 2014 in 78 Folgen der Kinderserie Tayo: Der kleine Bus, unterschiedliche Figuren. Weiterhin übernahm er auch Rollen in Kurzfilmen wie The Cello Player (2016) oder Fall (2017). Außerdem sprach er 2017 verschiedene Rollen für das Videospiel Call of Duty: WWII ein.
Darüber hinaus wirkte Merlin sowohl in Indie- als auch Hollywood-Produktionen wie ABCs of Superheroes, MacGyver (2016), Code Ava – Trained to Kill, A Spy Movie, FBI: Most Wanted oder Platonic mit. Im Theater übernahm er u. a. Hauptrollen in den Stücken Der Räuber Hotzenplotz an der Staatsoper Hamburg (2011–2012) oder Beethoven - Immortal auf dem Hollywood Fringe Festival (2016).
Seit 2010 betreibt Aramis Merlin einen YouTube-Kanal, auf dem er Einblicke in sein Leben und seine Arbeit als Schauspieler sowie allgemein hinter den Kulissen Hollywoods gewährt. Ebenso verrät er dort Tipps für den Urlaub in den USA. Sein Kanal hat derzeit rund 184.000 Abonnenten (Stand: 19. April 2025).

## Filmografie und Synchronisationen (Auswahl)
- 2010–2014: Tayo: Der kleine Bus (Fernsehserie, 78 Folgen) (diverse Synchronrollen)
- 2015: ABCs of Superheroes
- 2016: The Cello Player (Kurzfilm)
- 2017: Fall (Kurzfilm)
- 2017: Croft: Liabilities (Kurzfilm)
- 2017: Call of Duty: WWII (Videospiel) (diverse Synchronrollen)
- 2017: True Crime
- 2018: Battlefield V (Videospiel) (Synchronisation)
- 2018: MacGyver (Fernsehserie, 1 Folge)
- 2020: Code Ava – Trained to Kill
- 2021: A Spy Movie
- 2023: FBI: International (Fernsehserie, 1 Folge)
- 2023: FBI: Most Wanted (Fernsehserie, 1 Folge)
- 2023: Platonic (Fernsehserie, 1 Folge)